# Billy Paul

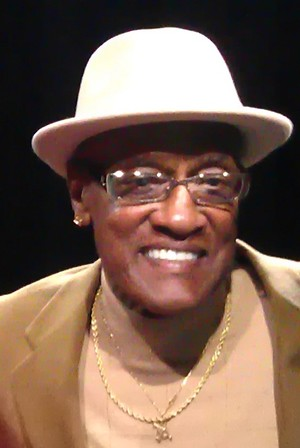
Billy Paul (2012)

Billy Paul (* 1. Dezember 1934 als Paul Williams in Philadelphia, Pennsylvania; † 24. April 2016 in Blackwood, New Jersey) war ein US-amerikanischer Sänger und erfolgreicher Vertreter des so genannten Phillysound – einer besonderen Ausprägung des Souls, der sich zu Beginn der 1970er Jahre etablierte.

## Werk

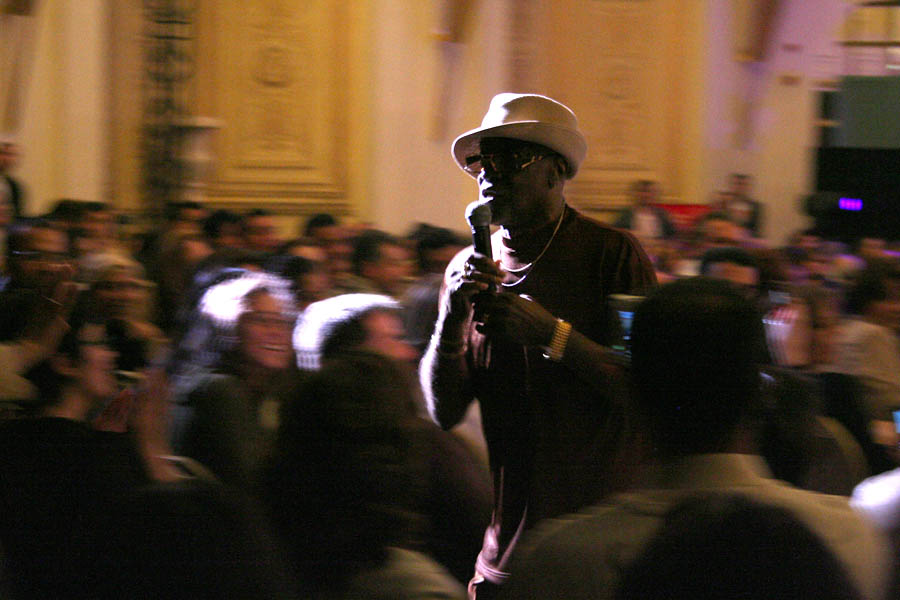
Billy Paul in Tunis (2006)

Sein bekanntester Song war Me and Mrs. Jones, der im Dezember 1972 für drei Wochen die Nr. 1 in den US-Popcharts war. Zugleich war der Song die erste Nummer 1 für die Produzenten Kenny Gamble und Leon Huff und ihr Philadelphia-International-Records-Label. Er gewann mit diesem Song 1973 einen Grammy in der Sparte „Bester männlicher R&B-Künstler“. Ein weiterer bekannter Song von ihm war Only the Strong Survive aus dem Jahr 1977. Insgesamt spielte Paul 23 Alben ein. 2002 veröffentlichte er eine Liveversion von dem Prince-Song Purple Rain.

## Privatleben
Billy Paul war seit 1967 verheiratet und wurde Vater von zwei Kindern. Er starb im April 2016 im Alter von 81 Jahren.

## Diskografie

### Alben
| Jahr | Titel                                      | Höchstplatzierung, Gesamtwochen, AuszeichnungChartplatzierungen (Jahr, Titel, Platzierungen, Wochen, Auszeichnungen, Anmerkungen) | Höchstplatzierung, Gesamtwochen, AuszeichnungChartplatzierungen (Jahr, Titel, Platzierungen, Wochen, Auszeichnungen, Anmerkungen) | Höchstplatzierung, Gesamtwochen, AuszeichnungChartplatzierungen (Jahr, Titel, Platzierungen, Wochen, Auszeichnungen, Anmerkungen) | Höchstplatzierung, Gesamtwochen, AuszeichnungChartplatzierungen (Jahr, Titel, Platzierungen, Wochen, Auszeichnungen, Anmerkungen) | Anmerkungen                                            |
| Jahr | Titel                                      | AT | CH | US | R&B | Anmerkungen                                            |
| ---- | ------------------------------------------ | --- | --- | --- | --- | ------------------------------------------------------ |
| 1970 | Ebony Woman                                | — | — | US183 (8 Wo.)US | R&B12 (19 Wo.)R&B |                                                        |
| 1971 | Going East                                 | — | — | US197 (2 Wo.)US | R&B42 (18 Wo.)R&B |                                                        |
| 1972 | 360 Degrees of Billy Paul                  | — | — | US17 Gold · (27 Wo.)US | R&B1 (29 Wo.)R&B |                                                        |
| 1973 | War of the Gods                            | — | — | US110 (26 Wo.)US | R&B12 (35 Wo.)R&B |                                                        |
| 1974 | Live in Europe                             | — | — | US187 (4 Wo.)US | R&B10 (12 Wo.)R&B |                                                        |
| 1975 | Got My Head on Straight                    | — | — | US140 (9 Wo.)US | R&B20 (10 Wo.)R&B |                                                        |
| 1975 | When Love is New                           | — | — | US139 (20 Wo.)US | R&B17 (17 Wo.)R&B |                                                        |
| 1976 | Let ’Em In                                 | AT23 (4 Wo.)AT | — | US88 (18 Wo.)US | R&B27 (17 Wo.)R&B |                                                        |
| 1977 | Only the Strong Survive                    | — | — | US152 (4 Wo.)US | R&B36 (5 Wo.)R&B |                                                        |
| 1988 | Wide Open                                  | — | — | — | R&B61 (7 Wo.)R&B |                                                        |
| 2002 | The Very Best of Billy Paul & Bill Withers | — | CH41 (7 Wo.)CH | — | — | Erstveröffentlichung: 22. August 2002 mit Bill Withers |

grau schraffiert: keine Chartdaten aus diesem Jahr verfügbar
Weitere Alben
- 1968: Feelin' Good at the Cadillac Club
- 1979: First Class
- 1980: Best of Billy Paul
- 1985: Lately
- 1995: The Very Best of

### Singles
| Jahr | Titel Album                                          | Höchstplatzierung, Gesamtwochen, AuszeichnungChartplatzierungen (Jahr, Titel, Album, Platzierungen, Wochen, Auszeichnungen, Anmerkungen) | Höchstplatzierung, Gesamtwochen, AuszeichnungChartplatzierungen (Jahr, Titel, Album, Platzierungen, Wochen, Auszeichnungen, Anmerkungen) | Höchstplatzierung, Gesamtwochen, AuszeichnungChartplatzierungen (Jahr, Titel, Album, Platzierungen, Wochen, Auszeichnungen, Anmerkungen) | Höchstplatzierung, Gesamtwochen, AuszeichnungChartplatzierungen (Jahr, Titel, Album, Platzierungen, Wochen, Auszeichnungen, Anmerkungen) | Anmerkungen                              |
| Jahr | Titel Album                                          | AT | UK | US | R&B | Anmerkungen                              |
| ---- | ---------------------------------------------------- | --- | --- | --- | --- | ---------------------------------------- |
| 1972 | Me and Mrs. Jones 360 Degrees of Billy Paul          | — | UK12 Silber · (9 Wo.)UK | US1 Gold · (16 Wo.)US | R&B1 (18 Wo.)R&B | Erstveröffentlichung: 13. September 1972 |
| 1973 | Am I Black Enough for You? 360 Degrees of Billy Paul | — | — | US79 (5 Wo.)US | R&B29 (6 Wo.)R&B | Erstveröffentlichung: 9. März 1973       |
| 1973 | Thanks for Saving My Life War of the Gods            | — | UK33 (6 Wo.)UK | US37 (17 Wo.)US | R&B9 (17 Wo.)R&B | Erstveröffentlichung: 9. November 1973   |
| 1974 | Be Truthful to Me Got My Head on Straight            | — | — | — | R&B37 (8 Wo.)R&B | Erstveröffentlichung: 1. September 1974  |
| 1975 | Billy’s Back Home Got My Head on Straight            | — | — | — | R&B52 (7 Wo.)R&B |                                          |
| 1976 | Let’s Make a Baby When Love is New                   | — | UK30 (5 Wo.)UK | US83 (4 Wo.)US | R&B18 (13 Wo.)R&B | Erstveröffentlichung: 2. April 1976      |
| 1976 | People Power When Love is New                        | — | — | — | R&B82 (4 Wo.)R&B | Erstveröffentlichung: 23. Juli 1976      |
| 1977 | How Good Is Your Game Let ’Em In                     | — | — | — | R&B50 (8 Wo.)R&B |                                          |
| 1977 | I Trust You Let ’Em In                               | — | — | — | R&B79 (3 Wo.)R&B | Erstveröffentlichung: 28. Januar 1977    |
| 1977 | Let ’Em In                                           | AT10 (8 Wo.)AT | UK26 (5 Wo.)UK | — | R&B91 (4 Wo.)R&B | Erstveröffentlichung: 7. April 1977      |
| 1977 | Your Song –                                          | — | UK37 (7 Wo.)UK | — | — |                                          |
| 1977 | Only the Strong Survive                              | AT16 (8 Wo.)AT | UK33 (8 Wo.)UK | — | R&B68 (10 Wo.)R&B | Erstveröffentlichung: 21. Oktober 1977   |
| 1979 | Bring the Family Back First Class                    | — | UK51 (5 Wo.)UK | — | R&B90 (3 Wo.)R&B |                                          |
| 1980 | You’re My Sweetness –                                | — | — | — | R&B69 (5 Wo.)R&B |                                          |
| 1985 | Sexual Therapy Lately                                | — | UK80 (2 Wo.)UK | — | — |                                          |

grau schraffiert: keine Chartdaten aus diesem Jahr verfügbar
Weitere Singles
- 1952: Why Am I
- 1952: You Didn’t Know
- 1959: Ebony Woman
- 1960: There’s a Small Hotel
- 1969: Bluesette
- 1970: Let’s Fall in Love All Over
- 1971: Magic Carpet Ride
- 1972: Brown Baby
- 1972: This Is Your Life
- 1974: The Whole Town’s Talking
- 1975: July July July July
- 1977: Without You
- 1977: Let’s Clean Up the Ghetto
- 1978: Sooner or Later
- 1978: Everybody’s Breaking Up
- 1978: Don’t Give Up on Us
- 1979: False Faces
- 1980: Jesus Boy (You Only Look Like a Man)
- 1985: Lately
- 1988: We Could Have Been
- 1988: I Just Love You So Much

## Auszeichnungen für Musikverkäufe
| Goldene Schallplatte - Belgien - 1996: für die Single Your Song 2× Goldene Schallplatte - Frankreich - 2002: für das Album The Very Best of Billy Paul & Bill Withers | Platin-Schallplatte - Frankreich - 1996: für das Album The Very Best of |

Anmerkung: Auszeichnungen in Ländern aus den Charttabellen bzw. Chartboxen sind in ebendiesen zu finden.
| Land/RegionAuszeichnungen für Musikverkäufe (Land/Region, Auszeichnungen, Verkäufe, Quellen) | Silber  | Gold     | Platin  | Verkäufe  | Quellen     |
| -------------------------------------------------------------------------------------------- | ------- | -------- | ------- | --------- | ----------- |
| Belgien (BRMA)                                                                               | —       | Gold1    | —       | 25.000    | ultratop.be |
| Frankreich (SNEP)                                                                            | —       | 2× Gold2 | Platin1 | 500.000   | infodisc.fr |
| Vereinigte Staaten (RIAA)                                                                    | —       | 2× Gold2 | —       | 1.500.000 | riaa.com    |
| Vereinigtes Königreich (BPI)                                                                 | Silber1 | —        | —       | 200.000   | bpi.co.uk   |
| Insgesamt                                                                                    | Silber1 | 5× Gold5 | Platin1 |           |             |